# Kala-je Nau
Kala-je Nau (pers. قلعه نو) – miasto w północno-zachodniej części Afganistanu. Jest stolicą prowincji Badghis. Populacja w 2015 roku szacowana była na 64 125 osób. W mieście znajduje się port lotniczy Kala-je Nau.